# 蛇船柴灣沉沒事故
柴灣蛇船沉沒事故或稱柴灣人蛇墮海事件，是於1962年發生在香港柴灣對開海面的一宗澳門偷渡客「蛇船」沉沒事件，共造成33人死亡。蛇船柴灣沉沒事故是小數蛇船可以避開香港水警進入香港市區而且是較重要的香港島的事件。

## 背景
1960年代初，中國經歷大躍進及其後的三年困難時期，造成嚴重饑荒，而葡屬澳門的經濟亦十分惡劣，故此不少人為求生而選擇偷渡至英屬香港。當年澳門有不少專營運送中國或澳門偷渡客到香港的機構，俗稱「蛇行」，主事人物則稱「蛇頭」；而運送偷渡客的船隻，多為小型漁船或舢舨，俗稱「蛇船」；偷渡客則被稱「人蛇」。偷渡客要付出高昂費用，冒生命危險，不見天日地匿藏於擠迫的船艙内偷渡至香港。據1962年的《工商日報》報導，成功運送1名偷渡客到香港的收費，超過港幣400元，是當時香港工人之月薪的數倍。

## 經過
1962年11月28日，一艘機動漁船乘載著約40多名偷渡客由澳門開出至香港，當日凌晨於柴灣附近的將軍澳海面，「蛇頭」為逃避水警之追截，把「人蛇」由機動漁船轉至舢舨後，舢舨因風浪大而沉沒，船上多名偷渡客墮海。
1962年11月29日上午8時，一名漁民於柴灣新填地海灣（今翠灣邨附近），發現5具童屍，其後到筲箕灣漁市場報告並報警。警方隨後在附近柴灣及鯉魚門海面再發現8具女屍。經調查後發現為由澳門來港，運載偷渡客到香港的「蛇船」上的偷渡客，並揭發此事件。

## 處理
根據1962年12月13日《工商日報》報導，警方共尋回33具屍體、8名生還者，並先後拘捕3名有關人物。其中一名黎姓男子疑為偷渡集團在香港最高主持人。至12月18日，共有7人被香港政府遞解出境，另兩人被通緝。事件發生後，澳門各「蛇行」立即暫停偷運人蛇到香港的活動。